# 101723 Finger
101723 Finger este o planetă minoră (asteroid) din centura de asteroizi. A fost descoperită pe 13 martie 1999 la Goodricke-Pigott Observatory⁠(d) de Roy A. Tucker⁠(d). 
Obiectul prezintă o orbită caracterizată de o semiaxă mare de 2,5360874067758 UAi, o excentricitate de 0,14, o înclinație de 3,7 ° în raport cu ecliptica.